# Jemal Tabidze
Jemal Tabidze (Samtredia, 18 de marzo de 1996) es un futbolista georgiano que juega de defensa en el F. C. Dynamo Majachkalá de la Liga Premier de Rusia.

## Selección nacional
Es internacional con la selección de fútbol de Georgia desde 2017, cuando debutó en un partido amistoso contra la selección de fútbol de Uzbekistán.
Su primer gol con la selección lo hizo el 27 de marzo de 2018 frente a la selección de fútbol de Estonia en un amistoso.

### Participaciones en Eurocopas
| Copa          | Sede     | Resultado        | Partidos | Goles |
| ------------- | -------- | ---------------- | -------- | ----- |
| Eurocopa 2024 | Alemania | Octavos de final | 0        | 0     |

## Clubes
| Club                    | País    | Año       |
| ----------------------- | ------- | --------- |
| F. C. Saburtalo Tbilisi | Georgia | 2013-2015 |
| K. A. A. Gante          | Bélgica | 2015-2017 |
| F. C. Ural (cedido)     | Rusia   | 2017      |
| F. C. Ufa               | Rusia   | 2017-2022 |
| K. V. Kortrijk          | Bélgica | 2022      |
| F. C. Dinamo Tbilisi    | Georgia | 2022-2023 |
| Panetolikos             | Grecia  | 2024      |
| F. C. Dynamo Majachkalá | Rusia   | 2024-     |